# استفان کمپاگنولو
استفان کمپاگنولو (انگلیسی: Stefan Campagnolo؛ زادهٔ ۱۳ مارس ۱۹۶۹) بازیکن فوتبال اهل فرانسه است.